# Kazimir Kovačić
Kazimir Kovačić (Pula, 24. svibnja 1914. – 20. kolovoza 2016.), hrvatski iseljenički poduzetnik i hrvatski politički emigrant

## Životopis
Rođen u Puli od oca Alexandra i majke Elvire. Kao dijete s roditeljima je preselio u Zagreb, gdje je završio osnovnu i srednju školu. U politici je aktivan od 1932. godine iz studentskih dana. Svjedočio je rastu antihrvatstva u Jugoslaviji, međunacionalnim napetostima Hrvata i Srba, čemu je pridonijela okrutnost srpskih moćnika i žandara koji su dolazili vršiti egzekucije, što je iskusilo i Kovačićevo selo. Kako je rasla moć Njemačke i rat bio sve izvjesniji, i Hrvati i Srbi tražili su način da se dogovore s Nijemcima. Srbi su tih godina imali češće kontakte s Nijemcima od Hrvata. Zbog nasilnog režima, narod je bio u strahu i rasla je mržnja prema Srbima. Kada je Jugoslavija 1. rujna 1939. godine objavila vojnu mobilizaciju i Kazimir je mobiliziran. Do kapitulacije Jugoslavije travnja 1941. bio je pričuvni potporučnik. Nakon kapitulacije, uključio se u razoružavanje jugoslavenske vojske. U međuvlašću koje je nastupilo, hrvatskoj se vojsci stavio na raspolaganje kao pričuvni časnik. Bilo je to u Karlovcu, gdje je djelovalo zapovjedništvo novoformirane hrvatske vojske.
NDH je proglašena nekoliko dana poslije. Svjedočio je oduševljenjem naroda koji je dočekao hrvatsku državu, ne sluteći što će biti poslije, kako hrvatski narod nije bio fasciniran fašizmom i nacizmom te opravdanu strepnju Dalmacije i Istre od Talijana od talijanskih pretenzija, što je Istra već iskusila te nesreću Hrvata kad je Dalmacija dana Italiji. Nakon proglašenja Nezavisne Države Hrvatske, pozvan je da se kao časnik uključi u dobrovoljačku postrojbu koja je ratovala protiv SSSR-a na strani Njemačke. U tu su se postrojbu uključili dobrovoljno skoro svi brojni ukrajinski studenti iz Zagreba. Po dobivanju službenog statusa u Njemačkoj, postrojba je dobila naziv Hrvatska dobrovoljačka legija i poslana u Ukrajinu. Prije dolaska na odredište, priključena je Stotoj diviziji generala Wernera Otta Sannea. Doživio je doživio strašnu zimu, te se razbolio. Proces premještanja u Karlovac bio je tijekom 1943. i početkom 1944. godine. U Karlovcu je zapovijedao blindiranim vlakom koji je nadgledao i osiguravao redovni protok vlakova u toj zoni. Sljedeće Kovačićevo odredište bio je gdje je bilo sjedište Hrvatskog oklopnog zapovjedništva, gdje je ostao sve do kraja rata. Bio je zapovjednik XX. ophodne satnije Doknadnog oklopnog zapovjedništva.
Nakon kapitulacije Njemačke, Kovačićeva postrojba se 6. svibnja povukla iz Markuševca prema Sloveniji, radi predaje Saveznicima, u skladu s predviđenim planom Ministarstva hrvatske vojske. Do Bleiburga su imali razne vojne epizode i sukobe s partizanima, koji su nastojali spriječiti predaju. Na Bleiburg su stigli 15. svibnja 1945. godine. Većini prelazak granice nije uspio niti je uspio plan predaje Saveznicima. Nakon bezuvjetne predaje, 16. svibnja Kovačić je s velikom kolonom Hrvata bio u povratničkom ‘maršu smrti’ koji je trajao četiri mjeseca. Pješačenje dugo 600 km završilo je u Kovinu u Srbiji. Prešli su put od Bleiburga preko Zagreba, Bjelovara, Osijeka, Srijemske Mitrovice, Novog Sada sve do Kovina. Za tog strašnog marša masovno se ubijalo i klalo. Sudionici marša nisu dobivali hranu. Jeli su samo ako bi im seljani dali nešto usput. Kad su partizani to vidjeli, zabranili su to, pa su zarobljenici skrivećki jeli. Komunisti su zarobljenicima dali obrok samo jednom. Rijetki su preživjeli. Vijesti o počinjenim okrutnim postupcima nad sudionicima marša stigle su do Saveznika. Ubrzo je stigao nalog za oslobađanje zarobljenika koncentracijskog logora Kovin. Kao i svaki oslobođeni zarobljenik, Kovačić je dobio dobio dokument o oslobađanju i nalog da se mora zaputiti u rodno mjesto te preda tamošnjim vlastima te na taj način bude ponovo uhićen. Nije se zaputio u rodnu Pulu, nego u Zagreb gdje ga je čekala supruga. Bio je fizički iscrpljen da mu trebalo mjesec dana za oporavak. Za to vrijeme nikako nije izlazio iz doma i smišljao je odlazak iz Jugoslavije. Nije se htio javiti u rodno mjesto, jer je bio siguran da će ga zatvoriti. Listopada 1945. poduzeo je vrlo rizični pothvat. Napustio je sigurnost kuće, tramvajem se vozio usred dana, kupio voznu kartu i putovao vlakom, riskirajući da ga na svim tim javnim prostorima netko ne prepozna. Nakon što je prošao Ljubljanu, u Sežani je prisilno sišao s vlaka. Saslušala ga je OZNA. Put je nastavio prema rodnoj Puli, kako je stajalo u nalogu za oslobađanje. Riskirao je i nije izašao, pa je preko svoje rodne Istre nego nastavio ka Trstu, premda su putem bile stroge kontrole. Uspio je pobjeći u Trst. Uskoro mu se u Trstu pridružila i supruga Nada. Ondje su ostali živjeti dvije godine u teškim uvjetima. Radio je u transportu. Onda mu se ukazala prigoda otići u bogatu Argentinu koja je u Drugom svjetskom ratu zaradila prodavajući hranu zaraćenim stranama, a industrija joj je također bila na nivou. Tada su na vlasti u Argentini bili Peroni. Hrvatski franjevci su kod njih isposlovali da se daju vize Hrvatima, ukupno 10 tisuća viza, a među njima i Kovačićevi. Na Staru godinu 1947. ukrcali su se u organizaciji Međunarodne organizacije za izbjeglice (IRO) na brod Santa Cruz i uputili za Buenos Aires gdje su stigli 21. siječnja 1948.
U Argentini je zasnovao obitelj. Dobio je dvojicu sinova. Postigao zapažene poslovne uspjehe kao privatni poduzetnik u izgradnji industrijskih postrojenja. Najprije je radio kao metalurški radnik, a poslije je vlastitu građevinsku tvrtku. Radio je mehaničke instalacije poput turbina, punionica za Coca-colu i slično. Od samih početaka aktivan u aktivnostima hrvatske zajednice u Argentini. Jedan je od osnivača Hrvatsko-argentinskog kulturnog kluba. Dugogodišnji suradnik brojnih hrvatskih udruženja u Argentini poput kulturne revije Studia Croatica, Hrvatskog Caritasa Kardinal Stepinac, Hrvatskog doma u Buenos Airesu, surađivao u financiranju časopisa Kroatische Berichte i Hrvatske revije dok je izlazila u Barceloni itd.
Iako je u iseljeništvu doživio 100. godinu, hrvatski jezik priča kao da nije nikad napustio rodnu Pulu.
Premda je trpio progone u Titovom režimu, izrazio je poštovanje Titu zbog što Istru nije prepustio Italiji, premda smatra da Tito to nije napravio zbog Hrvatske, nego zbog Jugoslavije. Pohvalio je Titovo političko i diplomatsko majstorstvo, jer je to postignuto u nepovoljnim okolnostima. S obzirom na to da je Kovačić morao još kao dijete napustiti rodnu Istru zbog rastuće netrpeljivosti talijanskog iredentizma u Istri i fašizma koji je 1920-ih bio u usponu, izrazio je veliko žaljenje što Istra još uvijek ne osjeća jaku hrvatsku svijest.
18. kolovoza 2006. primio je priznanje Zastupničkog doma Argentine kao "Istaknuti Argentinac treće životne dobi“ ( "Mayor Notable Argentino"). Godine 2014., na Dan imigranata u Argentini, Nacionalna direkcija za imigraciju Ministarstva unutarnjih poslova Argentine na prijedlog hrvatske iseljeničke zajednice dodijelila mu je priznanje, kao iseljeniku koji se svojim profesionalnim i ljudskim kvalitetama istakli u svojoj novoj domovini. Na misi zadušnici u povodu 70. obljetnice bleiburške tragedije, koju je predvodio kardinal Estanislao Karlić, uz nazočnost veleposlanika Republike Hrvatske, predsjednika Federacije argentinskih zajednica, brojnih argentinskih Hrvata, kardinal Karliću je Kovačiću udijelio poseban blagoslov.
2013. godine potpisnik pisma potpore inicijativi Stožera za obranu hrvatskog Vukovara od 17. prosinca 2013., koje su potpisali brojni hrvatski akademici i ini intelektualci.
Intervju s Kazimirom Kovačićem emitiran je u TV-emisiji Markov trg, u kojoj su gostovali povjesničar Josip Jurčević i publicist Igor Vukić.

## Vanjske poveznice
- Pismo Kazimira Kovačića
- Fotografija priznanja  Arhivirana inačica izvorne stranice od 5. ožujka 2016. (Wayback Machine)
- Kamenjar.com, Objavio/la: Krešimir K Nadnevak: 26. ožujka 2015. Ratovao je u Hrvatskoj dobrovoljačkoj legiji, zapovijedao blindiranim vlakom; Kazimir proslavio 101. rođendan
- Croacias Totales Radiosat[neaktivna poveznica]
- Buenos Aires: Komemoracija u povodu 70. obljetnice bleiburške tragedije, IKA V - 170181/5 16. svibnja 2015.
- Kamenjar.com, Objavio/la: Kresimir Nadnevak: 31. svibnja 2016. Svjedočanstvo Kazimira Kovačića
- Maxportal, Piše: M. Jurič Nadnevak 6. srpnja 2016. VIDEO Kazimir Kovačić ima 102 godine: “Bio sam vojnik NDH i svega se sjećam”